# Nati nel 1914/Agosto
| Questa pagina contiene informazioni ricavate automaticamente dalle voci biografiche con l'ausilio del template Bio e di un bot. L'aggiornamento è periodico e automatico e ricostruisce completamente la pagina. Se manca una persona in questa lista, sei pregato di non aggiungerla, ma accertati piuttosto che la sua voce biografica contenga il template Bio e che i dati anagrafici siano correttamente compilati. Se il template Bio manca, inseriscilo tu stesso o, in alternativa, metti l'avviso {{tmp\|Bio}} che ne segnala la mancanza. Se i dati riportati sono sbagliati, correggi direttamente la voce biografica; le modifiche saranno visibili in questa lista entro pochi giorni. Per chiarimenti vedi il progetto biografie. La lista contiene solo le 165 persone che sono citate nell'enciclopedia e per le quali è stato implementato correttamente il template Bio. Pagina aggiornata al 2 ago 2025. |

- 1º agosto - Cecil Allen, calciatore nordirlandese († 2003)
- 1º agosto - Jack Delano, fotografo statunitense († 1997)
- 1º agosto - Vittorio Filippini, architetto italiano († 1974)
- 1º agosto - Mario Musolesi, partigiano italiano († 1944)
- 1º agosto - Elvezio Ortali, calciatore italiano († 2000)
- 1º agosto - Piero Romagnolo, calciatore italiano
- 1º agosto - J. Lee Thompson, regista, sceneggiatore e produttore cinematografico britannico († 2002)
- 1º agosto - Bruno Visentini, politico, avvocato e dirigente d'azienda italiano († 1995)
- 2 agosto - Renato Cappellini, calciatore italiano († 1975)
- 2 agosto - Mustafa Mansour, calciatore egiziano († 2002)
- 2 agosto - Kamel Mosaoud, calciatore egiziano († 2002)
- 2 agosto - Beatrice Straight, attrice statunitense († 2001)
- 2 agosto - Sueo Ōe, astista giapponese († 1941)
- 3 agosto - José González, cestista cileno
- 3 agosto - Mark Kac, matematico e statistico polacco († 1984)
- 3 agosto - Gianni Pieropan, storico, scrittore e alpinista italiano († 2000)
- 3 agosto - Lucio Susmel, ecologo italiano († 2006)
- 4 agosto - Silvio Bagolini, attore italiano († 1976)
- 4 agosto - Giuseppe Coverlizza, calciatore italiano († 1945)
- 4 agosto - Penelope Dudley-Ward, attrice britannica († 1982)
- 4 agosto - Cornelio Gatti, calciatore italiano
- 4 agosto - Felice Mastroianni, poeta e saggista italiano († 1982)
- 4 agosto - Adrien Rommel, schermidore francese († 1963)
- 4 agosto - Olga Tőrös, ginnasta ungherese († 2015)
- 5 agosto - Parley Baer, attore statunitense († 2002)
- 5 agosto - David Brian, attore statunitense († 1993)
- 5 agosto - Anita Colby, modella e attrice statunitense († 1992)
- 6 agosto - Antonio Andriolo, militare italiano († 1942)
- 6 agosto - Otello Bignami, liutaio italiano († 1989)
- 6 agosto - Renato Bresciani, presbitero e missionario italiano († 1996)
- 6 agosto - Ronald Duncan, scrittore, poeta e drammaturgo britannico († 1982)
- 6 agosto - Gastone Mojaisky Perrelli, arcivescovo cattolico italiano († 2008)
- 6 agosto - Tullio Pandolfini, pallanuotista italiano († 1999)
- 7 agosto - Rolando Bacigalupo, cestista peruviano († 1989)
- 7 agosto - Pietro Carboni, militare italiano († 1944)
- 7 agosto - Jean Carmignac, presbitero e biblista francese († 1986)
- 7 agosto - Fernando Cerchio, regista, sceneggiatore e montatore italiano († 1974)
- 7 agosto - Mario Mondello, diplomatico e ambasciatore italiano († 2003)
- 7 agosto - Ted Moore, direttore della fotografia sudafricano († 1987)
- 7 agosto - Allan Snyder, truccatore statunitense († 1994)
- 7 agosto - Constance Stuart Larrabee, fotografa sudafricana († 2000)
- 7 agosto - Ester Toivonen, attrice e modella finlandese († 1979)
- 7 agosto - June Travis, attrice statunitense († 2008)
- 8 agosto - Alberto Barbieri, calciatore italiano († 2005)
- 8 agosto - Giorgio Buchner, archeologo tedesco († 2005)
- 8 agosto - Arturo D'Onofrio, presbitero italiano († 2006)
- 8 agosto - Unity Mitford, nobildonna inglese († 1948)
- 8 agosto - Giuliana Stramigioli, imprenditrice e iamatologa italiana († 1988)
- 8 agosto - Albert Tadros, cestista egiziano († 1993)
- 8 agosto - Román Viñoly Barreto, regista e sceneggiatore uruguaiano († 1970)
- 9 agosto - Gordon Cullen, urbanista britannico († 1994)
- 9 agosto - Ferenc Fricsay, direttore d'orchestra ungherese († 1963)
- 9 agosto - Irina Posnova, editrice, teologa e traduttrice russa († 1997)
- 9 agosto - Tove Jansson, scrittrice e pittrice finlandese († 2001)
- 9 agosto - Ivan Jazbinšek, calciatore jugoslavo († 1996)
- 9 agosto - Joe Mercer, calciatore e allenatore di calcio inglese († 1990)
- 9 agosto - Bassano Vaccarini, scultore, pittore e scenografo italiano († 2002)
- 9 agosto - Ali de Vries, velocista olandese († 2007)
- 9 agosto - Alastair Windsor, II duca di Connaught e Strathearn, nobile inglese († 1943)
- 10 agosto - Ken Annakin, regista, sceneggiatore e produttore cinematografico britannico († 2009)
- 10 agosto - Carmelo Borg Pisani, militare maltese († 1942)
- 10 agosto - Jeff Corey, attore e insegnante statunitense († 2002)
- 10 agosto - Witold Małcużyński, pianista polacco († 1977)
- 11 agosto - Donald Cobden, rugbista a 15 e aviatore neozelandese († 1940)
- 11 agosto - Edward Madejski, calciatore polacco († 1996)
- 11 agosto - Hugh Martin, compositore e paroliere statunitense († 2011)
- 11 agosto - Martin Roth, militare tedesco († 2003)
- 11 agosto - Mario Zanetti, calciatore italiano
- 12 agosto - Francesco Gabriotti, calciatore italiano († 1987)
- 12 agosto - Alberto Martí, cestista uruguaiano
- 12 agosto - Danny Reddin, cestista irlandese († 1976)
- 12 agosto - Hans Theilig, pallamanista tedesco († 1976)
- 12 agosto - Giulio Torrini, fotografo, fotoreporter e giornalista italiano († 2005)
- 13 agosto - Gudrun Genest, attrice e doppiatrice tedesca († 2013)
- 13 agosto - Luis Mariano, tenore e attore spagnolo († 1970)
- 13 agosto - Mario Ricci, ciclista su strada italiano († 2005)
- 13 agosto - Johnny Sines, cestista e allenatore di pallacanestro statunitense († 1978)
- 14 agosto - William Fritz, velocista canadese († 1995)
- 14 agosto - Adolf Göttner, alpinista e naturalista tedesco († 1937)
- 14 agosto - Poul Hartling, politico danese († 2000)
- 14 agosto - Andrea Leeds, attrice statunitense († 1984)
- 14 agosto - Roman Lysko, presbitero ucraino († 1949)
- 14 agosto - Federigo Melis, storico italiano († 1973)
- 14 agosto - Alberto Rosso, calciatore italiano († 1991)
- 14 agosto - Sterjo Spasse, scrittore, insegnante e pedagogista albanese († 1989)
- 15 agosto - Sergio Angelini, calciatore e allenatore di calcio italiano († 1990)
- 15 agosto - Gianlino Baschirotto, militare e aviatore italiano († 1986)
- 15 agosto - Tulio Demicheli, regista cinematografico e sceneggiatore argentino († 1992)
- 15 agosto - Basil Eugster, generale inglese († 1984)
- 15 agosto - Hubert Gad, calciatore polacco († 1939)
- 15 agosto - Thomas Kuchel, politico statunitense († 1994)
- 15 agosto - Akira Nozawa, calciatore giapponese († 2000)
- 15 agosto - Giuseppe Pagni, calciatore italiano
- 15 agosto - Paul Rand, designer statunitense († 1996)
- 15 agosto - Aarón Wergifker, calciatore brasiliano († 1994)
- 16 agosto - Pavel Stepanovič Kutachov, generale e politico sovietico († 1984)
- 16 agosto - Robert Sadowski, calciatore rumeno
- 17 agosto - Hank Soar, giocatore di football americano, allenatore di pallacanestro e arbitro di baseball statunitense († 2001)
- 18 agosto - Bernard Lippmann, fisico statunitense († 1988)
- 18 agosto - Paul Sokody, cestista statunitense († 1992)
- 19 agosto - Lajos Baróti, calciatore e allenatore di calcio ungherese († 2005)
- 19 agosto - Maurice Bourgès-Maunoury, politico francese († 1993)
- 19 agosto - Gaston Godel, marciatore svizzero († 2004)
- 19 agosto - Fumio Hayasaka, compositore giapponese († 1955)
- 19 agosto - Lucien Vlaemynck, ciclista su strada belga († 1994)
- 20 agosto - Ezio Battistella, politico italiano († 1980)
- 20 agosto - Sven Bergqvist, calciatore e hockeista su ghiaccio svedese († 1996)
- 20 agosto - Colin MacInnes, scrittore e giornalista britannico († 1976)
- 20 agosto - Santiago Massini, schermidore argentino († 2003)
- 21 agosto - Pinuccio Ardia, attore italiano († 1994)
- 21 agosto - Kurt Oleska, cestista tedesco († 1945)
- 21 agosto - Renato Ricamo, fisico italiano († 1994)
- 21 agosto - Luigi Candido Rosati, politico italiano († 2012)
- 21 agosto - Wilhelm Schneemelcher, teologo tedesco († 2003)
- 21 agosto - Kārlis Upenieks, calciatore lettone († 1945)
- 22 agosto - Jack Dunphy, scrittore statunitense († 1992)
- 23 agosto - Egisto Malfatti, poeta, attore teatrale e cantautore italiano († 1997)
- 23 agosto - Karel Průcha, calciatore cecoslovacco († 1981)
- 24 agosto - Giovanni De Totto, scrittore, poeta e politico italiano († 1995)
- 24 agosto - Alberto Della Beffa, bobbista italiano († 1969)
- 24 agosto - Pietro Ferrari, calciatore italiano († 1982)
- 24 agosto - Rolf Holmberg, calciatore norvegese († 1979)
- 24 agosto - Pëtr Afanas'evič Pokryšev, aviatore e militare sovietico († 1967)
- 24 agosto - Andrea Viglione, generale italiano († 1992)
- 25 agosto - Ermelindo D'Agostini, calciatore italiano
- 25 agosto - Félix Huete, calciatore spagnolo († 2000)
- 25 agosto - Willard Swihart, cestista statunitense († 1999)
- 25 agosto - Fermín Trueba, ciclista su strada spagnolo († 2007)
- 26 agosto - Julio Cortázar, scrittore, poeta e critico letterario argentino († 1984)
- 26 agosto - Fazıl Hüsnü Dağlarca, poeta turco († 2008)
- 26 agosto - Angelo Falzea, giurista e filosofo italiano († 2016)
- 26 agosto - Atilio García, calciatore argentino († 1973)
- 26 agosto - Mario Mellier, compositore, pianista e paroliere italiano († 2001)
- 26 agosto - Richard Thompson, animatore e regista statunitense († 1998)
- 26 agosto - Tu Guangqi, regista e sceneggiatore cinese († 1980)
- 27 agosto - Alessio Bombaci, turcologo e arabista italiano († 1979)
- 27 agosto - Rosetta Calavetta, attrice e doppiatrice italiana († 1993)
- 27 agosto - Heidi Kabel, attrice tedesca († 2010)
- 27 agosto - Ahmet Kireççi, lottatore turco († 1978)
- 27 agosto - Augusto Magnaghi, architetto e designer italiano († 1963)
- 27 agosto - Carlo Miani, militare e aviatore italiano († 1994)
- 27 agosto - Eulace Peacock, velocista e lunghista statunitense († 1996)
- 28 agosto - Josep Escolà, calciatore spagnolo († 1998)
- 28 agosto - Luigi Grazzi, scrittore e presbitero italiano († 1984)
- 28 agosto - Anton Jugov, politico bulgaro († 1991)
- 28 agosto - Miloš Minić, politico jugoslavo († 2003)
- 29 agosto - Clely Fiamma, attrice e cantante italiana († 1977)
- 29 agosto - Zamuels Garbers, calciatore lettone († 1942)
- 29 agosto - Robert Herman, cosmologo statunitense († 1997)
- 29 agosto - Art Stoefen, cestista statunitense († 1995)
- 29 agosto - Willard Waterman, attore statunitense († 1995)
- 30 agosto - Quirico Bernacchi, ciclista su strada italiano († 2006)
- 30 agosto - Julie Bishop, attrice statunitense († 2001)
- 30 agosto - Jean Bottéro, storico e orientalista francese († 2007)
- 30 agosto - Piero De Stefanis, calciatore italiano
- 30 agosto - Paul Gauthier, teologo francese († 2002)
- 30 agosto - Havis de Giorgio, militare italiano († 1939)
- 30 agosto - Gigi Panei, alpinista italiano († 1967)
- 30 agosto - Sydney Wooderson, mezzofondista britannico († 2006)
- 31 agosto - Joan Barclay, attrice statunitense († 2002)
- 31 agosto - Richard Basehart, attore statunitense († 1984)
- 31 agosto - Ines Bedeschi, partigiana italiana († 1945)
- 31 agosto - Leonardo De Mitri, regista, sceneggiatore e critico cinematografico italiano († 1956)
- 31 agosto - Franz Rosenthal, orientalista tedesco († 2003)
- 31 agosto - Alfredo Varelli, attore italiano († 1996)